# Esgrima em cadeira de rodas nos Jogos Paralímpicos de Verão de 2012
As competições de esgrima em cadeira de rodas nos Jogos Paralímpicos de Verão de 2012 foram disputadas entre os dias 4 e 8 de setembro  no Complexo ExCel, em Londres.
O esgrima em cadeira de rodas é disputado por atletas cadeirantes que sofram de deficiências que afetem pelo menos uma perna ou um braço ou o tronco. Durante os combates, as cadeiras são presas no chão. Os atletas são divididos em apenas 2 classes:
A: Atletas que possuem bom controle de tronco, e que o braço dominante  não é afetado pela deficiência;
B: Atletas cuja deficiência afeta o tronco ou o braço dominante e o peidante.

## Calendorio
| Agosto/setembro             | 29 | 30 | 50 | 5 | 2 | 3 | 4 | 5 | 6 | 7 | 8 | 9 |
| --------------------------- | -- | -- | -- | - | - | - | - | - | - | - | - | - |
| Esgrima em cadeira de rodas |    |    |    |   |   |   | 4 | 4 | 2 | 1 | 1 |   |

|  | Dia de competição |  | Dia de final |

## Medalhistas
Masculino
| Evento             | Ouro                                     | Prata                                                     | Bronze                                                     |
| ------------------ | ---------------------------------------- | --------------------------------------------------------- | ---------------------------------------------------------- |
| Espada A detalhes  | Dariusz Pender POL Polônia               | Romain Noble FRA França                                   | Matteo Betti ITA Itália                                    |
| Espada B detalhes  | Jovane Silva Guissone BRA Brasil         | Tam Chik Sum HKG Hong Kong                                | Alim Latrèche FRA França                                   |
| Florete A detalhes | Chen Yijun CHN China                     | Ye Ruyi CHN China                                         | Richárd Osváth HUN Hungria                                 |
| Florete B detalhes | Hu Daoliang CHN China                    | Anton Datsko UKR Ucrânia                                  | Alim Latrèche FRA França                                   |
| Sabre A detalhes   | Chen Yijun CHN China                     | Jianquan Tian CHN China                                   | Chan Wing Kin HKG Hong Kong                                |
| Sabre B detalhes   | Grzegorz Pluta POL Polônia               | Marc André Cratère FRA França                             | Alessio Sarri ITA Itália                                   |
| Equipes detalhes   | Chen Yijun Ye Ruyi Hu Daoliang CHN China | Damien Tokatlian Ludovic Lemoine Alim Latrèche FRA França | Chan Wing Kin Wong Tang Tat Chung Ting Ching HKG Hong Kong |

Feminino
| Evento             | Ouro                                  | Prata                                                       | Bronze                                                |
| ------------------ | ------------------------------------- | ----------------------------------------------------------- | ----------------------------------------------------- |
| Espada A detalhes  | Yu Chui Yee HKG Hong Kong             | Zsuzsanna Krajnyák HUN Hungria                              | Wu Baili CHN China                                    |
| Espada B detalhes  | Saysunee Jana THA Tailândia           | Simone Briese-Baetke GER Alemanha                           | Chan Yui Chong HKG Hong Kong                          |
| Florete A detalhes | Yu Chui Yee HKG Hong Kong             | Wu Baili CHN China                                          | Zsuzsanna Krajnyák HUN Hungria                        |
| Florete B detalhes | Yao Fang CHN China                    | Gyöngyi Dani HUN Hungria                                    | Marta Makowska POL Polônia                            |
| Equipes detalhes   | Wu Baili Rong Jing Yao Fang CHN China | Zsuzsanna Krajnyák Veronika Juhász Gyöngyi Dani HUN Hungria | Yu Chui Yee Fan Pui Shan Chan Yui Chong HKG Hong Kong |

## Quadro de medalhas
| Ordem | País          | Medalha de ouro | Medalha de prata | Medalha de bronze |    |
| ----- | ------------- | --------------- | ---------------- | ----------------- | -- |
| 1     | CHN China     | 6               | 3                | 1                 | 10 |
| 2     | HKG Hong Kong | 2               | 1                | 4                 | 7  |
| 3     | POL Polônia   | 2               |                  | 1                 | 3  |
| 4     | BRA Brasil    | 1               |                  |                   | 1  |
| 4     | THA Tailândia | 1               |                  |                   | 1  |
| 6     | FRA França    |                 | 3                | 2                 | 5  |
| 6     | HUN Hungria   |                 | 3                | 2                 | 5  |
| 8     | GER Alemanha  |                 | 1                |                   | 1  |
| 8     | UKR Ucrânia   |                 | 1                |                   | 1  |
| 10    | ITA Itália    |                 |                  | 2                 | 2  |
| TOTAL | TOTAL         | 12              | 12               | 12                | 36 |